# Graphic Matters
Graphic Matters (voor 2017 bekend als Graphic Design Festival Breda) is een tweejaarlijks evenement op het gebied van grafische vormgeving gehouden op diverse locaties in Breda.
Het evenement wordt georganiseerd sinds 2008. Op 11 juni 2008 opende tevens het nieuwe Graphic Design Museum, thans Museum of the Image, in de Boschstraat in Breda.